# Faro de la Punta del Picacho
El faro de Punta del Picacho, también conocido como el faro de Mazagón, es un faro situado en el municipio español de Moguer, en la provincia de Huelva, comunidad autónoma de Andalucía. Marca la entrada al puerto de Huelva, y está gestionado por la Autoridad Portuaria de Huelva.

## Historia
Su antecedentes datan de 1844, cuando se pidió la instalación de luces en la embocadura de la ría para facilitar el tránsito marítimo en la zona. Este punto de iluminación marítima se creó en 1861 debido a las necesidades de iluminación en la embocadura de la ría de Huelva para facilitar la entrada en ella. En un primer momento se colocaron dos faroles de reflector con lámpara de aceite de oliva de luz fija. 
Debido a la ausencia de fondos no se pudo ejecutar su construcción hasta 1901. En 1925 se instaló un sistema de vapor de petróleo y en 1931 se instala otro de acetileno. En 1952 se electrifica. Está situado a 600 metros del mar, sobre una meseta arenosa en el margen derecho de la entrada a la ría de Huelva. La torre poligonal tiene una altura de 25 metros y está construida de sillería encalada, con ladrillos vistos en sus vértices. Actualmente se encuentra allí el Centro Cívico de la ciudad.